# NWAスーパーヘビー級王座
NWAスーパーヘビー級王座は、プロレスリングZERO-ONEが管理、NWAが認定していた王座。

## 歴史
2003年、130kg以上の選手を対象にした王座として創設。7月6日、プロレスリングZERO-ONE両国国技館大会で行われた初代王座決定バトルロイヤルに勝利したマット・ガファリが初代王者になった。
2004年、空位となって事実上封印状態となる。

## 歴代王者
| 歴代 | 選手             | 防衛回数 | 獲得日付     | 獲得場所 （対戦相手・その他）                 |
| ---- | ---------------- | -------- | ------------ | --------------------------------------------- |
| 初代 | マット・ガファリ | 不明     | 2003年7月6日 | 両国国技館 4人によるバトルロイヤル 2004年封印 |